# موزه سکه سمنان

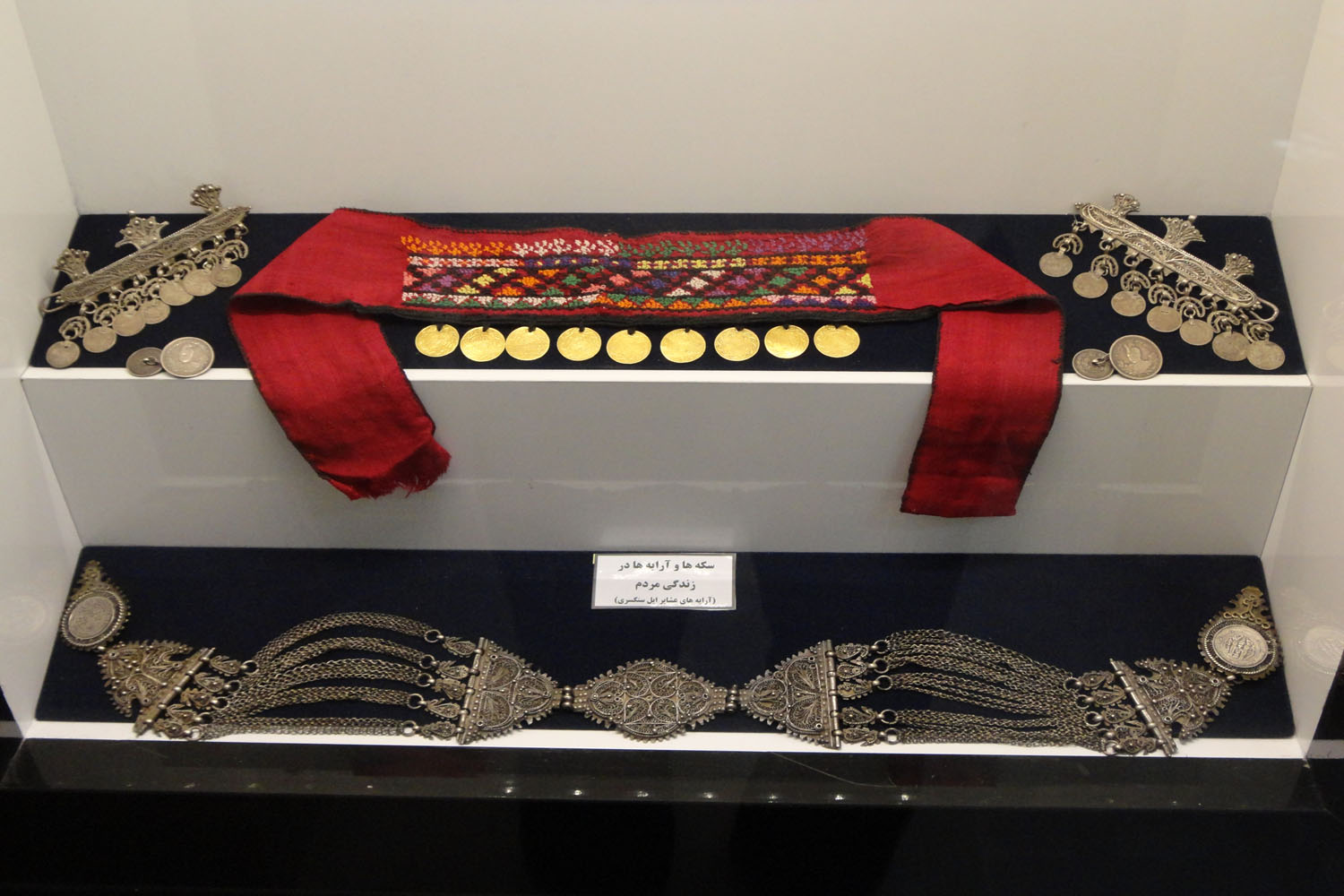

موزه مُهر و سکه کومش، نخستین موزه تخصصی سکه و مُهر در استان سمنان است که هم‌زمان با هفته میراث فرهنگی و روز جهانی موزه‌ها، در بیست و هشتم اردیبهشت ماه سال ۱۳۹۲ هجری خورشیدی به همت سازمان میراث فرهنگی، صنایع دستی و گردشگری استان سمنان و مشارکت بخش خصوصی (مهندس حسن پاکزادیان) گشایش یافت. 

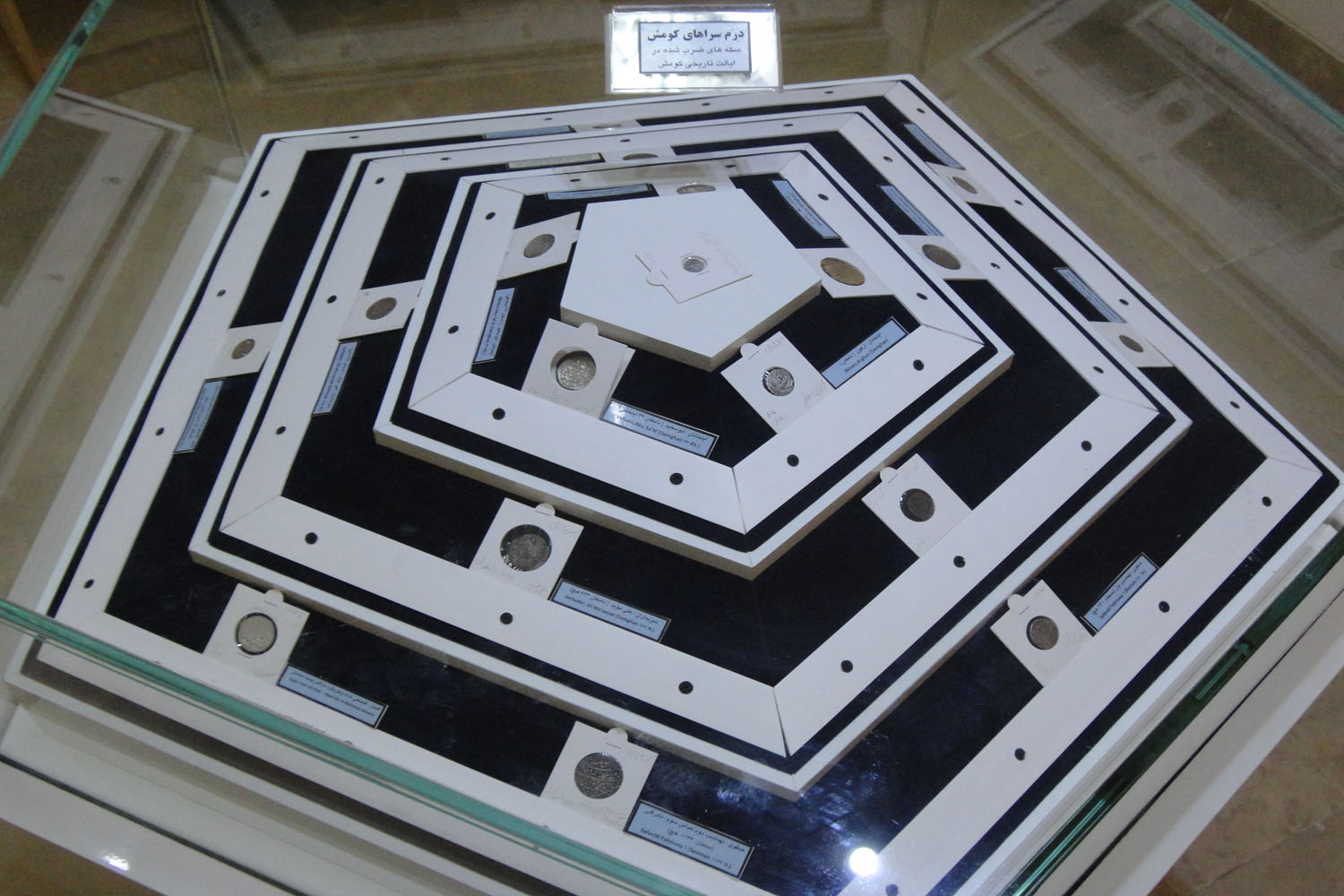

در این مجموعه تخصصی؛ مُهرها، ابزارهای مبادلاتی کالا از قبیل حلقه‌های مبادلاتی، پول‌های اولیه، سکه، اسکناس، سفته و برات و ابزارهای نگهداری پول، از ابتدای تاریخ ایران تا عصر حاضر به نمایش درآمده است.
بخش نخست به مُهرها اختصاص داده شده که شامل مُهرها و اثر مُهرهایی از هزاره دوم پیش از میلاد تا دوره قاجار است.

نمایش سکه‌ها در بخش دوم در این مجموعه بر اساس سیر تحولات تاریخی به شکل دیدنی به نمایش گذاشته شده و تاریخ ۳۰۰۰ ساله تبادلات پولی این مرز و بوم را معرفی می‌کند. 

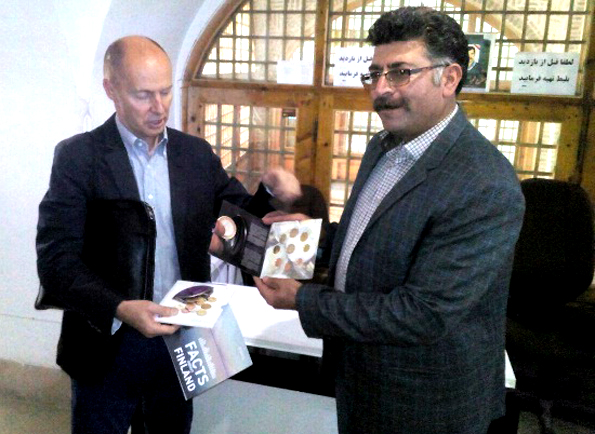
اهدای سکه‌های فنلاند به موزه

در این پروسه نمایشی تلاش شده تا «سکه‌ها» به عنوان مستندترین اسناد تاریخی، از جهات اقتصادی، هنری و تاریخی مورد بررسی و نمایش قرار گیرد.
بخش پایانی این مجموعه به نمایش سکه‌های ضرب شده در درمسراهای متعدد ایالت تاریخی کومش (هکاتوم پیلُس، قومس، سمنان، دامغان، بسطام، بیارجمند، فیروزکوه، فریم، دماوند، دربند، درجزین و …) اختصاص یافته است.
در این مجموعه تعداد بیش از ۵۰۰ قطعه سکه، ۲۴ برگ اسکناس، ۸۰ قطعه مُهر و تعدادی ابزار ارائه شده تا پژوهشگران، اندیشمندان و علاقمندان با نگریستن و اندیشیدن پیرامون جنبه‌های مختلف و متعدد مطالعاتی آنها زمینه ای برای اعتلای بینش هنری، فرهنگی و تاریخی جامعه فراهم آورند.

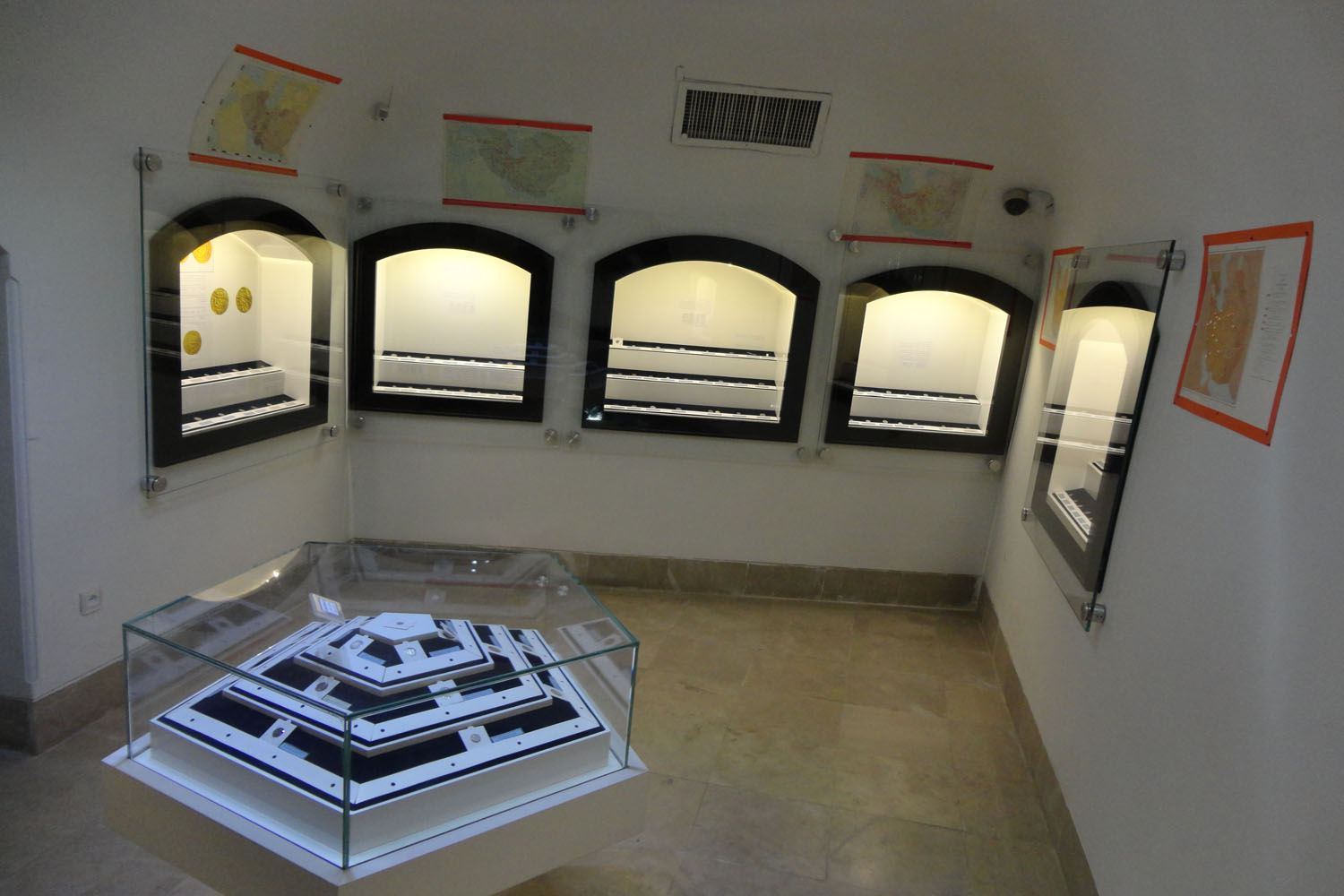

سفیر کشور فنلاند در ایران طی بازدید از بافت تاریخی و موزه مهر و سکه سمنان، تعدادی از سکه‌های رایج این کشور را به موزه مهر و سکه کومش اهدا کرد.